# Lur (naturreservat)
Lur är ett naturreservat norr om Lursjön i Hässleholms kommun i Skåne län.
Området är naturskyddat sedan 2015 och är 21 hektar stort. Det består av näringsfattig bokskog med blandsumpskog i svackor.